# Kryterium Asów Polskich Lig Żużlowych im. Mieczysława Połukarda 1992
Kryterium Asów Polskich Lig Żużlowych im. Mieczysława Połukarda 1992 – 11. edycja turnieju żużlowego poświęconego pamięci polskiego żużlowca, Mieczysława Połukarda odbył się 22 marca 1992. Zwyciężył Tomasz Gollob.

## Wyniki
- 22 marca 1992 (niedziela), Stadion Polonii Bydgoszcz
- NCD: Tomasz Gollob – 65,84 w wyścigu 2
- Sędzia: Roman Cheładze

| Msc. | Zawodnik                | Klub         | Pkt |             |  |
| ---- | ----------------------- | ------------ | --- | ----------- |  |
| 1    | (8) Tomasz Gollob       | Bydgoszcz    | 15  | (3,3,3,3,3) |  |
| 2    | (7) Jan Krzystyniak     | Rzeszów      | 14  | (2,3,3,3,3) |  |
| 3    | (1) Roman Jankowski     | Leszno       | 11  | (3,3,3,1,1) |  |
| 4    | (15) Jacek Gomólski     | Gniezno      | 10  | (2,1,3,2,2) |  |
| 5    | (6) Waldemar Cieślewicz | Bydgoszcz    | 9   | (0,3,0,3,3) |  |
| 6    | (11) Jacek Woźniak      | Bydgoszcz    | 9   | (3,2,2,2,0) |  |
| 7    | (5) Eugeniusz Skupień   | Rybnik       | 8   | (1,2,2,1,2) |  |
| 8    | (16) Andrzej Huszcza    | Zielona Góra | 8   | (1,2,1,3,0) |  |
| 9    | (4) Piotr Świst         | Gorzów Wlkp. | 7   | (0,1,2,1,3) |  |
| 10   | (14) Mirosław Kowalik   | Toruń        | 6   | (3,2,0,0,1) |  |
| 11   | (3) Jacek Gollob        | Bydgoszcz    | 6   | (1,0,1,2,2) |  |
| 12   | (12) Jacek Krzyżaniak   | Toruń        | 6   | (2,0,1,2,1) |  |
| 13   | (2) Jarosław Olszewski  | Gdańsk       | 5   | (2,1,0,1,1) |  |
| 14   | (9) Zdzisław Rutecki    | Bydgoszcz    | 4   | (0,0,2,0,2) |  |
| 15   | (13) Piotr Pawlicki     | Leszno       | 2   | (0,1,1,0,u) |  |
| 16   | (10) Zbigniew Lech      | Wrocław      | 1   | (1,0,0,d,0) |  |
|      | rez. Tomasz Kornacki    | Bydgoszcz    |     | (ns)        |  |
|      | rez. Leszek Sokołowski  | Bydgoszcz    |     | (ns)        |  |

Bieg po biegu
1. [67,29] Jankowski, Olszewski, J. Gollob, Świst
2. [65,84] T. Gollob, Krzystyniak, Skupień, Cieślewicz
3. [67,56] Woźniak, Krzyżaniak, Lech, Rutecki
4. [66,44] Kowalik, Gomólski, Huszcza, Pawlicki
5. [66,53] Jankowski, Skupień, Pawlicki, Rutecki
6. [66,44] Cieślewicz, Kowalik, Olszewski, Lech
7. [66,31] Krzystyniak, Woźniak, Gomólski, J. Gollob
8. [66,10] T. Gollob, Huszcza, Świst, Krzyżaniak
9. [66,09] Jankowski, Woźniak, Huszcza, Cieślewicz
10. [66,41] Gomólski, Skupień, Krzyżaniak, Olszewski
11. [66,25] T. Gollob, Rutecki, J. Gollob, Kowalik
12. [66,19] Krzystyniak, Świst, Pawlicki, Lech
13. [67,28] Krzystyniak, Krzyżaniak, Jankowski, Kowalik
14. [66,25] T. Gollob, Woźniak, Olszewski, Pawlicki
15. [67,12] Huszcza, J. Gollob, Skupień, Lech
16. [67,31] Cieślewicz, Gomólski, Świst, Rutecki
17. [66,78] T. Gollob, Gomólski, Jankowski, Lech
18. [67,75] Krzystyniak, Rutecki, Olszewski, Huszcza
19. [67,44] Cieślewicz, J. Gollob, Krzyżaniak, Pawlicki
20. [67,19] Świst, Skupień, Kowalik, Woźniak